# Ylli
Ylli [yːɫi] ist ein männlicher Vorname.

## Herkunft und Bedeutung
Der Name Ylli geht auf das albanische yll „Stern“ zurück. Möglicherweise besteht ein Zusammenhang mit dem Namen Hyllus, dem ersten bekannten König der Illyrer († 1225 v. Chr.).
Weitaus seltener ist Ylli als finnische Koseform von Yrjö anzutreffen.

## Verbreitung
Ylli ist in Albanien ein sehr populärer Vorname. Auch im Kosovo ist er geläufig, während er in Montenegro seltener vergeben wird.

## Varianten
Die weibliche Form des albanischen Namens lautet Yllka.
Für Varianten von Yrjö: siehe Georg

## Bekannte Namensträger
- Ylli Bufi (* 1948), albanischer Politiker
- Ylli Pango (* 1952), albanischer Psychologe
- Ylli Poloska (* 1925), Mitglied der Kommunistischen Partei Albaniens
- Ylli Sallahi (* 1994), österreichischer Fußballspieler
- Ylli Shehu (* 1966), ehemaliger albanischer Fußballspieler
- Ylli Manjani, albanischer Jurist und Politiker